# Aimé Bonpland
Aimé Jacques Alexandre Goujaud Bonpland (firmaba Amadeo o Amado, en los países hispanohablantes) (La Rochelle, Francia, 28 de agosto de 1773-Bonpland, en la actual provincia de Corrientes, Argentina, 11 de mayo de 1858), conocido como Aimé Bonpland, fue un naturalista, médico y botánico francés radicado en Argentina, célebre por la expedición a América que realizó a comienzos del siglo XIX. 
La ciudad de Bonpland, en la provincia argentina de Corrientes, antiguamente se llamaba "Santa Ana", pero cambió su nombre por el actual en homenaje al naturalista francés que murió en ella, a los 85 años de edad, el 11 de mayo de 1858.

## Biografía
Su verdadero nombre era Aimé Jacques Alexandre Goujaud aunque era conocido como Bonpland (Bon-Plant= Buena Planta), debido al apodo que le dio su abuelo a su padre, al enterarse aquel del nacimiento de su hijo, en sus viñedos de Saint-Maurice, en las afueras de La Rochela y que, al cabo de una generación, reemplazó definitivamente su verdadero apellido.
En 1791 viaja a París a seguir estudios de Medicina; allí nace su dedicación a la ciencia y especialmente a la Botánica. En 1796 se traslada a Rochefort y se inscribe en la Escuela Naval de Medicina hasta obtener el grado de cirujano de tercera clase. Enviado a Tolón, se emplea por varios meses en el servicio de los hospitales marítimos de ese puerto y trabaja como ayudante de cirujano en el vapor Ajax.
Al año siguiente regresa a París, obtiene su doctorado y continúa sus estudios de ciencias naturales al lado de eminentes naturalistas y botánicos. Es uno de ellos, Antonio Jussieu, quien lo recomienda junto con Alexander von Humboldt para integrar la expedición científica que estaba organizando el gobierno francés por la América del Sur y África, empresa que no se ejecutó. Sin embargo, ellos no abandonan la idea de la expedición y realizan las diligencias pertinentes para emprender el viaje. Parten a España y consiguen permiso del rey Carlos IV para visitar los dominios americanos. Entre 1799 y 1804, Humboldt y Bonpland viajaron juntos por España, Venezuela, Colombia, Ecuador, Perú, Cuba, México y los Estados Unidos.
Bonpland reunió y depositó en el Jardin des Plantes de París un herbario de 60.000 plantas, 6.000 de las cuales eran desconocidas en Europa.
Como resultado de su viaje exploratorio, publicó cuatro volúmenes sobre plantas en la obra Voyage aux régions equinocciales du noveau continent fait en 1799 - 1804 y, en colaboración con Humboldt, los siete volúmenes de Nova genera et spacies plantarum.
Bonpland también elaboró una notable colección de insectos, que fueron estudiados por el entomólogo francés Latreille y publicados en la Colección de Observaciones de Zoología y Anatomía Comparada, en 1811.

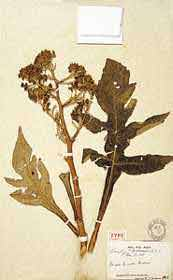
Verbesina Turbacensis H.B.K. planta recogida por Bonpland en Turbaco, en 1801.

En 1805, la Emperatriz Josefina Bonaparte lo nombra Intendente de la Malmaison, famosa residencia de campo rodeada de numerosas plantas exóticas. Bonpland permaneció al servicio de la Malmaison hasta 1814, fecha en la que murió la emperatriz. Por esa época ambos viajeros conocen a Simón Bolívar, el futuro Libertador, a su paso por París.  Fue entonces cuando Bonpland decidió volver a América, aceptando el ofrecimiento de Bolívar para radicarse en Venezuela. 
Contratado por el dirigente de la revolución del Río de la Plata, Bernardino Rivadavia, decide viajar a Buenos Aires, ciudad a la que llega el 26 de noviembre de 1816, con su familia y el ofrecimiento de ser profesor en la Facultad de Medicina y en el Museo de Historia Natural. De regreso a América, Bonpland se establece en Buenos Aires, donde continúa su vida de aventuras. Trae de Europa lo necesario para fundar un jardín botánico y un museo de Ciencias Naturales, pero las necesidades de la guerra de la Independencia impidieron que este proyecto se concretara. En Buenos Aires ejerce su profesión de médico durante tres años, trabajaba como profesor de Historia Natural en los salones del Consulado de Buenos Aires, y profesor de Materia Médica en el Instituto Médico.
En 1820 estableció su cuartel en Corrientes, de donde partían sus múltiples expediciones con fines científicos.
En 1821 funda una colonia en Santa Ana (hoy en la provincia de Misiones, Argentina), territorio que en ese entonces era disputado entre Paraguay y Argentina, para cultivar y elaborar yerba mate (Ilex Paraguariensis). La comercialización de la yerba mate era un monopolio del Paraguay y la colonia fue establecida sin permiso del gobierno paraguayo. Por consiguiente, el Dictador Supremo José Gaspar Rodríguez de Francia de la República del Paraguay, ordena la destrucción de la colonia y el arresto y detención de Bonplant a quien asigna residencia en Santa María (hoy en el Departamento de Misiones, Paraguay) sin posibilidad de viajar durante diez años. Durante este período, ejerce su profesión de médico y se ocupa de agricultura y ganadería y de industrias menores. En Paraguay era apodado como "karai arandu" que significa "señor inteligente" por su gran conocimiento en plantas y medicina.
Durante su cautiverio, muchas personalidades e instituciones tratan de conseguir su libertad, entre ellos el propio Simón Bolívar, quien incluso había amenazado con invadir el Paraguay en caso de seguir el dictador reteniendo al científico (véase el Asunto Bonpland), cuya libertad recién recupera en 1829.
Una vez libre, Bonpland se dedica a recorrer las misiones brasileras, se establece por corto tiempo en Buenos Aires y luego en San Borja, donde continúa con sus investigaciones botánicas. Regresa a Corrientes y se dedica al cuidado de una estancia, que después deja para seguir recorriendo el territorio fronterizo entre Argentina, Uruguay y Brasil: las Misiones Centrales del Paraguay.
De regreso de su paso por el Paraguay, se instaló en la región Mesopotamica argentina donde se unió con "Maréi" María, hija de un cacique guaraní de la antigua región argentina denominada Provincia jesuítica del Paraguay. El matrimonio y el nacimiento de sus dos hijos, una hija y un hijo, fue registrado en el acta de Entre Ríos provincia argentina donde nacieron sus hijos. En 1831 se instaló en la actual provincia argentina de Corrientes y luego en 1838 definitivamente en Santa Ana en la provincia de Corrientes, Argentina. Reanuda entonces sus actividades científicas y colonizadoras y realiza viajes a Buenos Aires, Montevideo, Brasil, e incluso vuelve al Paraguay en 1857, invitado por Madama Lynch, pero regresando siempre a su residencia de Corrientes, a cuyo pueblo debo atenciones sin número, como lo expresa pocos años antes de su muerte, con motivo de encargársele la organización y dirección de un museo. En 1854, ya octogenario, fue nombrado "Director del Museo de la Provincia de Corrientes".
Los últimos años de su vida los pasa en ”El Recreo” en Santa Ana (actual Bonpland y antigua cabecera de Paso de los Libres), falleciendo el 11 de mayo de 1858 acompañado por su hija Carmen.
El archivo de Bonpland quedó en la Facultad de Ciencias Médicas de la Universidad de Buenos Aires.
Recibe cristiana sepultura en la localidad de Restauración (hoy Paso de los Libres, Argentina), en el "Cementerio de la Santa Cruz".

## Viaje de Bonpland y Humboldt por América

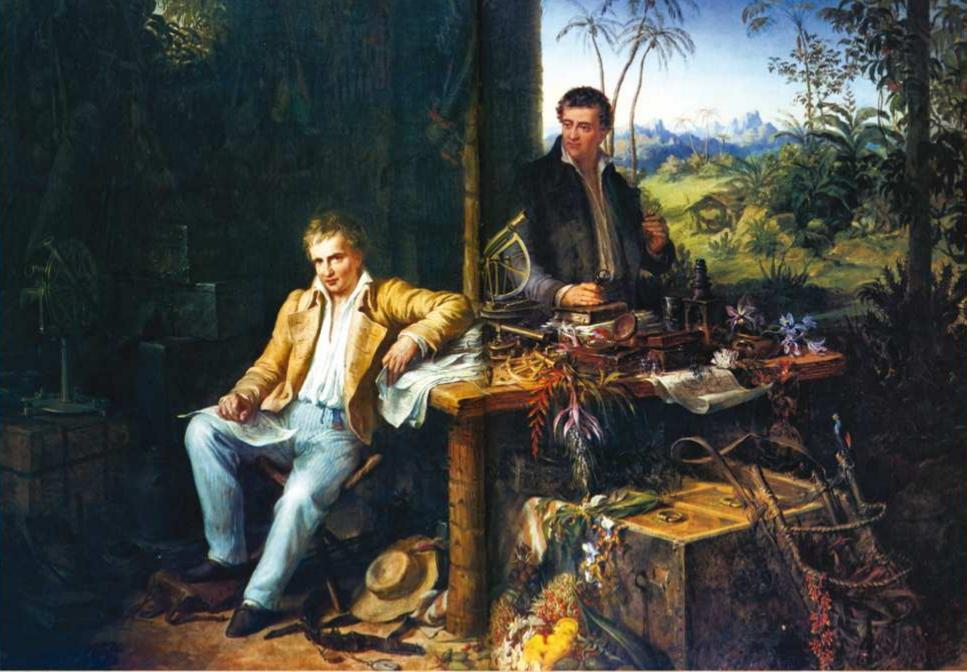
Alexander von Humboldt y Bonpland en la selva amazónica del río Casiquiare (Óleo Eduard Ender (c.1850).

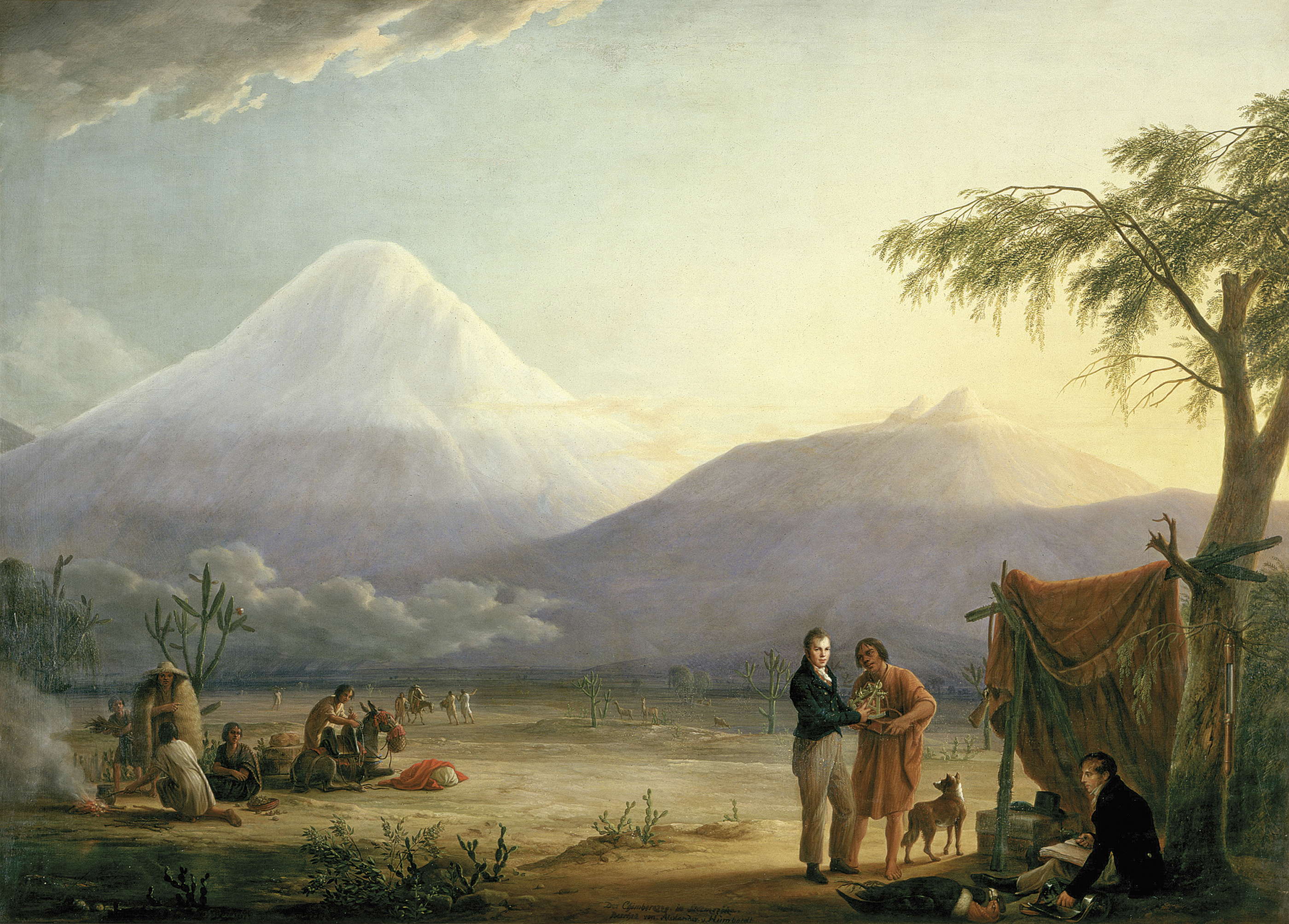
Alexander von Humboldt y Aimé Bonpland al pie del volcán del Chimborazo en un cuadro de Friedrich Georg Weitsch (1810).

El 5 de junio de 1799 salen de La Coruña a bordo de la corbeta de guerra Pizarro y 14 días después hacen escala en las islas Canarias. Retoman el rumbo hacia La Habana y México, pero una epidemia desatada en la embarcación los hace desviarse hacia Tierra Firme y desembarcar en Cumaná el 16 de julio de ese año. Desde allí recorren la península de Araya, valle de Caripe, cueva del Guácharo, las misiones de San Fernando y otros lugares del oriente venezolano. Seguidamente parten hacia La Guaira haciendo escala en Higuerote, desde donde Bonpland continúa el viaje por tierra. El 20 de noviembre llega la expedición a La Guaira y emprende marcha hacia Caracas. Allí son recibidos por el gobernador y capitán general Manuel de Guevara Vasconcelos, quien se ocupa de atenderlos.
Ya instalados, ambos viajeros se dedican a explorar los alrededores de la ciudad y el 2 de enero de 1800 ascienden a la silla del Ávila. Luego parten hacia los valles del Tuy y Aragua, visitan Antímano, La Victoria, Turmero, Maracay, Valencia, Guacara, Las Trincheras y Puerto Cabello. Desde allí se dirigen a los llanos centrales pasando por Calabozo y San Fernando de Atabapo. Siguen hacia el Orinoco y recorren los pueblos de misión hasta llegar a San Carlos de Río Negro. Exploran el Orinoco y sus afluentes, visitan Angostura y desde allí se dirigen por El Pao a Barcelona y luego a Cumaná, terminando así el recorrido por el territorio venezolano.
En términos generales, la expedición se ocupó del estudio de los recursos naturales (flora, fauna, minerales, ríos, suelo, fenómenos, etc.) así como también de la observación de las costumbres indígenas y del resto de la sociedad. Bonpland fue el encargado de recolectar las plantas, la mayoría de ellas desconocidas por la ciencia de la época, y de colaborar con Humboldt en la redacción posterior de varios trabajos.
Su meta principal fue comprobar las teorías de Charles La Condamine, y de hecho demostraron que el río Orinoco y el río Amazonas, se comunican por el río Casiquiare, un canal natural de 270 km, que los une. Dependiendo del régimen de lluvias, corre hacia el Orinoco seis meses al año y otros seis meses hacia el Amazonas, un fenómeno único en el mundo, lo que viene a formar la mayor cuenca fluvial del mundo.

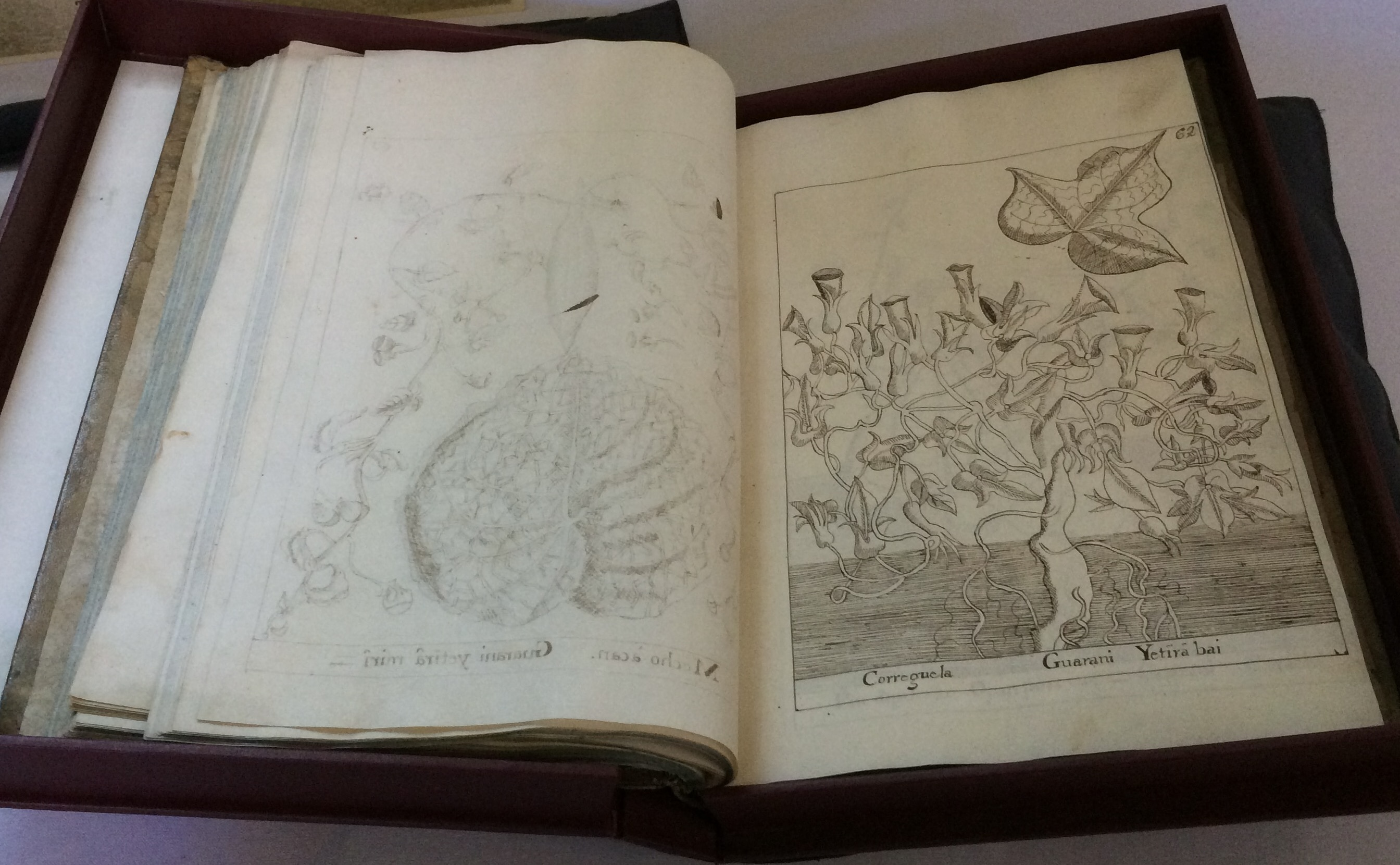
Floresta Americana (1850), BNEE, Quito.

De Venezuela, la expedición parte en septiembre de 1801 y se dirige a Cuba, Nueva Granada, Quito, Perú, Nueva España y Estados Unidos, para finalmente concluir en Burdeos el 4 de agosto de 1804. En junio de 1802 se sumó a la expedición el joven aristócrata quiteño Carlos de Montúfar, amigo íntimo de Humboldt, quien llegó con ellos a París. Los expedicionarios son recibidos con grandes honores. Ya en París, ambos se dedican a ordenar y analizar el material recolectado. Publican varias obras de manera conjunta, la más importante de las cuales es el Viaje a las regiones equinocciales del nuevo continente, aparecida en francés, en 13 volúmenes, entre 1816 y 1831.
Según su gran amigo Simón Bolívar, al cual ampararon desde Londres en su titánica empresa emancipadora, Humboldt y Bonpland fueron los redescubridores de América, registraron y describieron tantas especies desconocidas que la visión de ese continente cambió radicalmente después de su viaje.
A la fecha, la mejor descripción real-ficcional de los viajes que Bonpland realizó junto a Humboldt proviene de La Medición del Mundo (Die Vermessung der Welt, 2005), de Daniel Kehlmann, que ha sido considerado como el mejor libro de literatura alemana desde El Perfume en 1975.[cita requerida]

## Algunas publicaciones
- 1807. Voyage aux regions équinoxiales du Nouveau Continent, fait en 1799, 1800, 1801, 1802, 1803 et 1804 par Alexander Humboldt et Aimé Bonpland, con A. de Humboldt. Gran ed. París: Schoell Dufor, Mare et Gide, 1807 y años siguientes

- 1808-1809. Plantes équinoxiales recueillies au Mexique: dans l'île de Cuba, dans les provinces de Caracas, de Cumana et de Barcelone, aux Andes de la Nouvelle Grenade, de Quito et du Pérou, et sur les bords du rio-Negro de Orénoque et de la rivière des Amazones. Voyage de Humboldt et Bonpland. París: F. Schoell

- 1811. Recueil d'observations de zoologie et d'anatomie comparée con Alexander Humboldt, Imprimerie J.H. Stone, París

- 1813. Description des plantes rares cultivées à Malmaison et à Navarre Archivado el 27 de julio de 2020 en Wayback Machine.. Imprimerie P. Didot l'aîné, París. Dedicado a la emperatriz Joséphine, ilustraciones sitio BIUM

- 1815. Nova genera et species plantarum Archivado el 27 de julio de 2020 en Wayback Machine. reeditó con Alexander Humboldt & Karl Sigismund Kunth, vol. 1, Lutetiae Parisiorum, París

- 1816. Monographie des Melastomacées comprenant toutes les plantes de cet ordre y compris les Rhexies, vol. 1, París

- 1817. Nova genera et species plantarum Archivado el 27 de julio de 2020 en Wayback Machine. reeditó con Alexander Humboldt & K S Kunth, vol. 2, Lutetiae Parisiorum, París

- 1818. Nova genera et species plantarum reeditó con Alexander Humboldt & K S Kunth, vol. 3, Lutetiae Parisiorum, París

- 1820. Nova genera et species plantarum reeditó con Alexander Humboldt & K S Kunth, vol. 4, Lutetiae Parisiorum, París

- 1821. Nova genera et species plantarum reeditó con Alexander Humboldt & K S Kunth, vol. 5, Lutetiae Parisiorum, París

- 1823. Nova genera et species plantarum reeditó con Alexander Humboldt & K S Kunth, vol. 6, Lutetiae Parisiorum, París

- 1823. Monographie des Melastomacées comprenant toutes les plantes de cet ordre y compris les Rhexies, vol. 2, París

- 1825. Nova genera et species plantarum reeditó con Alexander Humboldt & K S Kunth, vol. 7, Lutetiae Parisiorum, París

## Honores

### Toponimia
- En honor a su labor y por haber adoptado Argentina como su hogar en las Américas, dos pueblos llevan su nombre, uno en la provincia de Misiones y otro en la provincia de Corrientes (en este último fue en donde el naturalista vivió sus últimos años), y un río en la patagonia argentina.
- En la Provincia de Corrientes, un museo de ciencias naturales lleva su nombre.[6]
- El Pico Bonpland es en honor a su nombre, aunque este nunca visitó la Sierra Nevada de Mérida en Los Andes venezolanos.
- Calle Bonpland (ciudades de Buenos Aires,[7] Bahía Blanca, Gerli, Caracas,[8] Oberá,[9] Rosario (Argentina); Montevideo y Cumaná)
- Parque Municipal Amado Bonpland Posadas (Argentina)
- También llevan su apellido el cráter lunar Bonpland[10] y el asteroide (9587) Bonpland.[11]
- En Santa María de Fe, Paraguay una calle, una escuela y un museo (casa antigua donde vivió 10 años confinado entre 1821 y 1831) llevan su nombre en su homenaje.[12][13][14][15][16] Así como un busto en el Jardín Botánico de la ciudad de Asunción.[17][18][19]Casa-Museo de Aimé Bonpland en Santa María de Fe, Paraguay.Busto de Aimé Bonpland en el Jardín Botánico de Asunción, Paraguay.

Casa-Museo de Aimé Bonpland en Santa María de Fe, Paraguay.

Busto de Aimé Bonpland en el Jardín Botánico de Asunción, Paraguay.

### Eponimia
Géneros
- (Polemoniaceae) Bonplandia le fue dedicado por su amigo Antonio José Cavanilles en 1800. Género con tres especies de México
- (Orchidaceae) × Bonplandara J.M.H.Shaw[20]

Revistas científicas
- Bonplandia (Corrientes)
- Bonplandia (Hanover)

- Pico Bonpland: Andes venezolanos

- La abreviatura «Bonpl.» se emplea para indicar a Aimé Bonpland como autoridad en la descripción y clasificación científica de los vegetales.[21]
- La abreviatura «H.&B.» se emplea para indicar a Aimé Bonpland como autoridad en la descripción y clasificación científica de los vegetales.[22]en conjunto con Humboldt.